# Ferdinand Gueldry

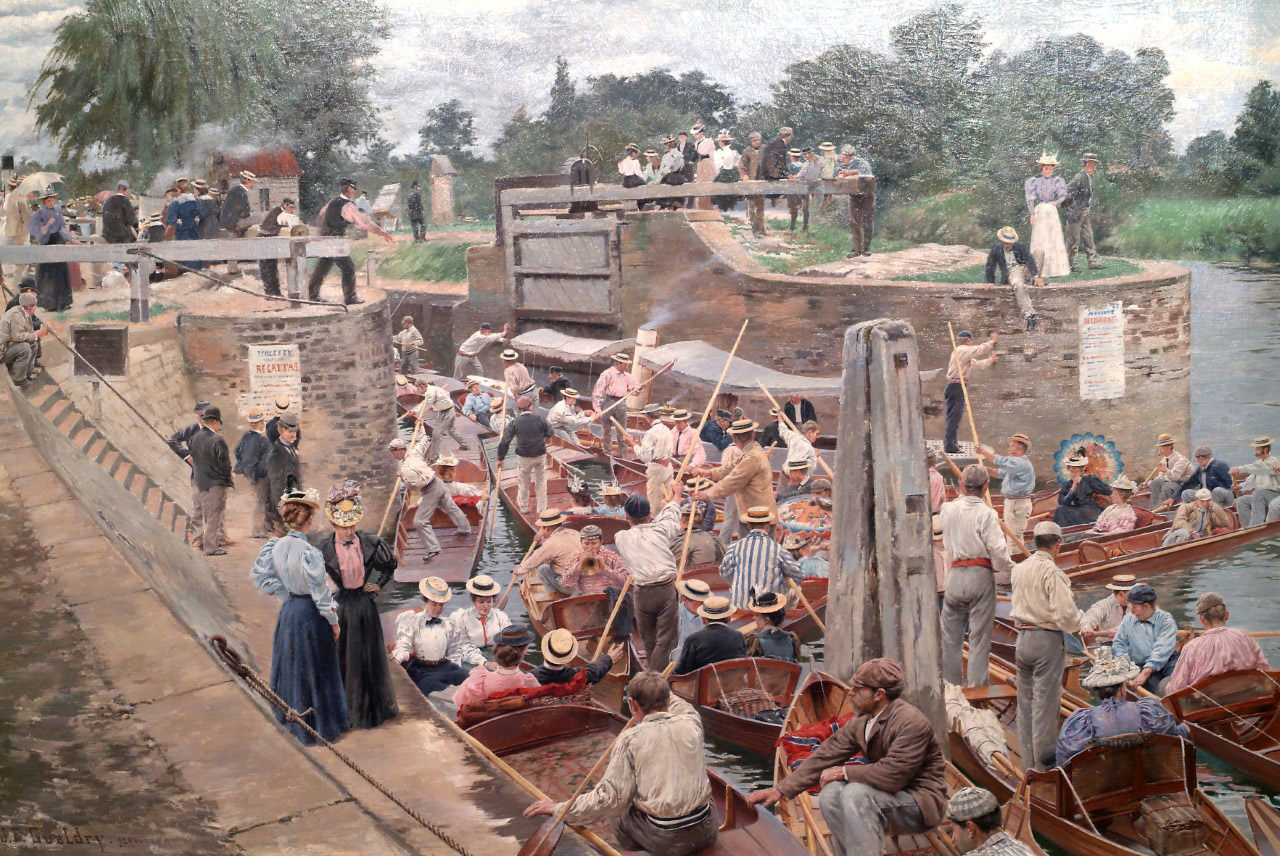
Das Gedränge von Molesey

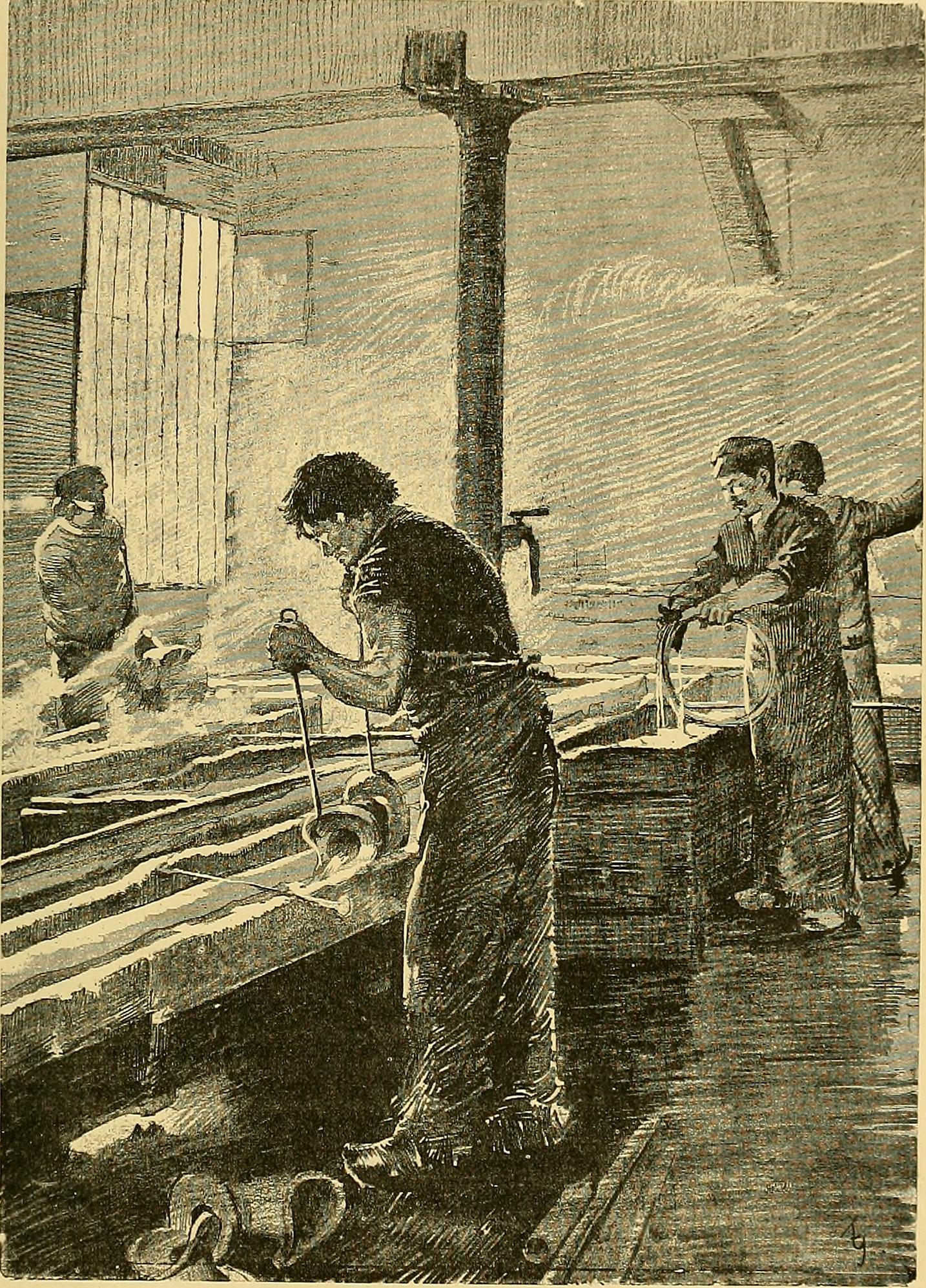
Metallarbeiter

Joseph Ferdinand Gueldry (* 21. Mai 1858 in Paris; † 17. Februar 1945 in Lausanne) war ein französischer Maler und Illustrator.

## Leben
Seine Eltern, Henri-Sophie-Frédéric-Victor Gueldry und Marie-Adele Ranck, waren elsässischer Herkunft. Von 1874 bis 1878 studierte er an der École des beaux-art de Paris bei Jean-Léon Gérôme.
Noch während des Kunststudiums wurde er ein eifriger Ruderer. Gemeinsam mit seinen Freunden gründete er 1876 auf der Marneinsel Fanac unweit von Joinville-le-Pont den Sportverein   Société nautique de la Marne. Ab 1881 widmete er seine Malerei fast ausschließlich dem Rudersport. Den Zeitraum von 1880 bis 1890 verbrachte er in Bry-sur-Marne, wo er sein Atelier einrichtete und gleichzeitig seinen Sport ausüben konnte. 
Er wurde zum internationalen Ruder-Schiedsrichter ernannt und besuchte mehrmals England, um an der königlichen Regatta von Henley teilzunehmen.
Stilistisch verwarf er den Gérôme-Akademismus und näherte sich dem Stil von Edouard Manet.
Ab 1885 begann er Szenen in den Fabrikinterieurs der Textil- und Metallindustrie zu malen. Es schuf auch einige Militärszenen.
Im Salon von 1898 erregte sein Gemälde „Die Bluttrinkerinnen“, die anämische Frauen darstellen, die das Blut eines Ochsen trinken, der in einem Schlachthaus geschlachtet wurde, Aufsehen. 
1908 wurde er dank dem Vorschlag von Édouard Detaille zum Ritter der Ehrenlegion ernannt.
Während des Ersten Weltkrieges malte er Szenen aus den Kriegsschauplätzen, einschließlich Verdun.
In den 1920er Jahren präsidierte er der Freien Gesellschaft französischer Künstler, nachdem er 1907 aus der Gesellschaft französischer Künstler ausgetreten war.
Gueldry nahm am Salon des artistes français von 1889 teil und erhielt eine Medaille der 3. Klasse.
Auf der Weltausstellung Paris 1889 gewann er eine Silbermedaille. Während der Weltausstellung Paris 1900 wurde er mit einer Silbermedaille ausgezeichnet. Auf internationaler Ebene stellte er während der Weltausstellungen von Chicago (1893), Antwerpen (1894), Brüssel (1897) und Saint-Louis (1904) aus. Er zeigte auch seine Werke in München (1888), St. Petersburg (1890) und Moskau (1892). 1912 nahm er am Kunstwettbewerb der Olympischen Spiele in Stockholm teil.